# Trångsviken
Trångsviken ist ein Ort (tätort) in der schwedischen Provinz Jämtlands län und der historischen Provinz Jämtland.
Der Ort in der Gemeinde Krokom liegt etwa 40 Kilometer nordwestlich von Östersund an der Europastraße 14 sowie am See Storsjön. Durch den Ort, der zu der Kirchengemeinde Alsen zählt, verläuft die Eisenbahnlinie Mittbanan von Östersund nach Trondheim.
Der Ort wurde um 1880 gegründet. Unter den hier niedergelassenen Unternehmen ist der Spirituskocherhersteller Trangia zu nennen.